# AMD FX-8350
L’AMD FX-8350 è una CPU a 32 nm sviluppata da AMD durante il corso del 2011. Vanta una frequenza base di 4.0 GHz e che, grazie alla tecnica dell'overclocking (tecnologia Turbo Core), può raggiungere i 4.2 GHz.
Il Quad Core Vishera, più perfezionato dell'antenato bulldozer, utilizza 4 moduli e 8 thread, con 8 MB di cache L3.
Pur avendo ottime potenzialità sulla carta, la CPU dimostra avere un IPC relativamente minore rispetto alle controparti Intel. La CPU riesce a tener testa alle controparti Intel i7 nelle applicazioni in multi-thread.